# Geodia ovifractus
Geodia ovifractus är en svampdjursart som beskrevs av Burton 1926. Geodia ovifractus ingår i släktet Geodia och familjen Geodiidae. Utöver nominatformen finns också underarten G. o. cyathioides.